# Tor Sanguigna
Tor Sanguigna är ett medeltida försvarstorn, beläget vid Piazza di Tor Sanguigna i Rione Ponte i Rom. Tornet uppfördes av familjen Sanguigni på 1200-talet. Tornets namn förknippas emellanåt felaktigt med det latinska namnet för blod, sangius, syftande på de blodiga händelser som ska ha utspelat sig i och vid tornet.

## Omgivningar
- Sant'Apollinare
- Piazza Navona

### Webbkällor
- ”Tor Sanguigna” (på italienska). info.roma.it. Arkiverad från originalet den 18 januari 2023. https://archive.md/2jTxz. Läst 18 januari 2023.
- ”Piazza di Tor Sanguigna” (på italienska). Roma Segreta. Arkiverad från originalet den 18 januari 2023. https://archive.md/0Yvsw. Läst 18 januari 2023.